# Plautilla Nelli
Sestra Plautilla Nelli, samouka nuna-umetnica in prva znana ženska renesančna slikarka iz Firenc, * 1524, Firence, † 1588, Firence.
Bila je redovnica dominikanskega samostana svete Katarine Sienske na trgu Piazza San Marco v Firencah in nanjo so močno vplivali nauki Savonarole in umetniška dela Fra Bartolomea.

## Življenje
Pulisena Margherita Nelli se je rodila v bogati družini v Firencah. Njen oče Piero di Luca Nelli je bil uspešen trgovec s tkaninami, njeni predniki pa so izvirali iz toskanske doline Mugello, tako kot rodbina Medičejcev. V Firencah je današnja ulica Via del Canto de' Nelli ob cerkvi San Lorenzo, imenovana po njeni družini - njihov dom je bil na območje kasneje zgrajene Nove zakristije cerkve sv. Lovrenca.
Redovnica je postala pri štirinajstih letih v samostanu Svete Katarine Sienske ter prevzela novo ime Sestra Plautilla. Kasneje bi bila kar trikrat prednica samostana. Objekt so upravljali dominikanski menihi iz San Marca na čelu s Savonarolo. Približno polovica vseh izobraženih deklet v tisti dobi je bila nameščena v samostane, da bi se izognili stroškom dviga dote. Pridige Savonarole so spodbujale nabožno slikanje in risanje religioznih žensk, da bi se izognile lenobi, zato je samostan postal središče umetnic redovnic. Njena sestra, prav tako nuna Costanza (Sestra Petronilla) je napisala življenjepis Savonarole.
Naklonjeni so ji bili številni pokrovitelji (tudi ženske), ki so naročale tako velike slike kot miniature. Oče umetnostne zgodovine iz 16. stoletja Giorgio Vasari je zapisal »in v hišah gospode po Firencah je toliko njenih slik, da bi bilo dolgočasno, če bi poskušali govoriti o njih vseh«. Fra' Serafino Razzi, dominikanec, zgodovinar in Savonaroliano (učenec Savonarole), je imenoval tri redovnice Santa Caterine kot učenke Plautille: Prudenza Cambi, Agata Trabalesi, Maria Ruggieri in še tri druge, ki so ji pomagale pri slikanju: Veronico, Dionisio Niccolini in njegovo sestra Mario Angelico Razzi.

## Umetnost in slog
Čeprav je bila samouk, je kopirala dela manierističnega slikarja Agnola Bronzina in visokorenesančnega slikarja Andrea del Sarto. Njen glavni vir navdiha je bilo kopiranje del Fra Bartolomea, ki odražajo klasicizem, ki ga uveljavljajo Savonaroline umetniške teorije. Fra Bartolomeo je svoje risbe prepustil svojemu učencu, fra Paolinu, ta pa jih je prepustil »nuni, ki slika« v samostanu Santa Caterina da Siena. Nelli svojih slik ni podpissovana- razen ene (Zadnje večerje), kjer se je podpisala in dopisala še "Moli za slikarko".
Njeno delo jo od dela vplivnežev ločuje povišan občutek, ki ga je dodala izrazu vsakega svojega lika. Avtorica Jane Fortune se je kot primer sklicevala na njeno Objokovanje s svetniki in »surovo čustveno žalost, ki obkroža Kristusovo smrt, kot je prikazana skozi rdeče oči in vidne solze njenih ženskih figur«. Nellijino Objokovanje, ki je zdaj v muzeju San Marco v Firencah, je spodbudilo tudi pisanje Slikarka-priorka renesančnih Firenc, ki jo je napisal Jonathan K. Nelson. Večina njenih ohranjenih slik je po dimenzijah velikih, kar je bilo za ženske v njeni dobi zelo redko.
Je ena redkih umetnic, omenjena v Vasarijevem Življenje najboljših slikarjev, kiparjev in arhitektov. Za njeno delo so značilne religiozne teme, na obrazih njenih likov pa so upodobljeni prikazi čustev. Nelli ni bila potrebna nobena formalna izobrazba in njene moške figure naj bi imele »ženske značilnosti«, saj je njen verski poklic prepovedoval preučevanje golih moških.

## Ustvarjena dela, ponovno odkrita in restavrirana
Nelli je slikala predvsem nabožne slike, vključno z obsežnimi slikami, lesenimi lunetami, ilustracijami knjig in risbami. Med njenimi slikami so Objokovanje s svetniki (v velikem refektoriju, muzej San Marco, restavrirana leta 2006), Sveta Katarina prejme stigme in  Sveti Dominik prejme rožni venec v Andrea del Sarta muzeju Zadnje večerje v San Salvi, oba obnovljena leta 2008. Nellijina Žalostna Madona, prav tako v San Salvi, je kopija iste teme avtorja Alessandra Allorija. Njeno Križanje je razstavljeno v samostanu Certosa di Galluzzo blizu Firenc. Zadnja večerja v jedilnici Santa Maria Novella (ni odprto za javnost) je edino delo, ki ga je Nellijeva podpisala. Njenih devet risb v galeriji Uffizi v oddelku za grafiko in risbe so bile obnovljene leta 2007 in vključujejo več predstavitev človeške figure, kot je Poprsje mlade ženske, Glava mladeniča, Klečeča moška figura. Binkošti v baziliki San Domenico v Perugii je še eno izmed njenih najpomembnejših del, pa tudi Oznanjenje in sv. Katarina Sienska, ohranjena v galeriji Uffizi.
Nellijina Zadnja večerja, naslikana v 1560-ih, je prva, ki jo je naslikala ženska. Firence imajo najbogatejšo tradicijo slik na temo Zadnje večerje na svetu. Njeno najpomembnejše delo je zaradi velikosti (7 m dolgo olje na platnu) in vsebine. Zadnja večerja je bila v restavriranju štiri leta. Nato je bilo delo razstavljeno oktobra 2019  v muzeju Santa Maria Novella v Firencah, nasproti slike Alessandra Allorija z isto temo, prav tako naslikane v 16. stoletju.
Nellijino delo predstavlja drzno ustvarjalno prizadevanje za umetnico nuno iz njenega obdobja, saj je bila večina namenjena izdelavi miniatur, tekstila ali majhnih skulptur iz poslikane terakote ali lesa. Z ustvarjanjem in podpisom tega ogromnega freski podobnega dela, ki prikazuje enega izmed najbolj priljubljenih duhovnih subjektov v Firencah, se je Nellijeva uspešno uvrstila med svoje moške kolege, kot so Leonardo da Vinci, Andrea del Sarto in Domenico Ghirlandaio, dosežek, izgubljen v zgodovini za več stoletij. Zaradi nedavne obnove Objokovanja je bilo izvedenih več raziskav o Nellijinem življenju in umetnosti.

## Dokumentarni film
Obnova Objokovanja s svetniki: Plautilla Nelli je šestintridesetminutni dokumentarni film o življenju Nellijeve in o procesu restavriranja ene njenih najpomembnejših velikih slik. Dokumentarni film, ki ga je leta 2007 ustvaril Art Media Studio, Firence, sta razvila in financirala ustanoviteljica fundacije Advancing Women Artists, Jane Fortune in odbor Firence iz Državnega muzeja žensk v umetnosti.
Dokumentarni film s pomočjo refleksografije raziskuje pripravljalne risbe pod slikovno površino slike. Prikazani so različni koraki obnovitvenega projekta, ki ščiti sliko pred lesnimi črvi, najdeno v leseni plošči slike in iztrebljeni, ter stoletja zakrknjenega prahu in umazanije. Med glavnimi junaki dokumentarca so vodje muzejev in strokovnjaki za ohranjanje umetnosti, kot sta direktor muzeja San Marco dr. Magnolia Scudieri in florentinska restavratorka Rossella Lari. Restavrirana slika je bila končana oktobra 2006 in je bila razstavljena v firenškem muzeju San Marco, kjer je razstavljena v velikem refektoriju. V zaključnem komentarju Scudieri navaja: »Ne samo, da lahko po zaslugi te obnove jasneje vidimo izrazito intenzivnost slike, lahko tudi bolj razumemo samostansko življenje Plautile Nelli in njen čas v Firencah.

## PBS televizijski dokumentarni film
Z emmyjem nagrajeni  televizijski dokumentarni film PBS (junij 2013) Nevidne ženske, pozabljene umetnice iz Firenc, ki temelji na istoimenski knjigi dr. Jane Fortune, vsebuje odsek o Plautilli Nelli in restavriranju njene slike Objokovanja s svetniki. Televizijska oddaja, ki prikazuje tisoče del žensk, shranjenih v firenških muzejih, je malo znano slikarko redovnico označila za »prvo žensko umetnico v Firencah«.

## Slike
- Objokovanje s svetniki
- Sveta Katarina prejme stigme
- Sveti Dominik prejme rožni venec
- Mater Dolorosa
- Sveta Katarina Sienska
- Oznanjenje

## Risbe
- Doprsje mlade ženske
- Glava mladeniča
- Klečeča moška figura